# Kornhauskeller
Der Kornhauskeller, auch Chübu genannt, ist ein Restaurant am Kornhausplatz 18 in der Berner Altstadt.

Der grosse Kornhauskeller, ca. 1830

## Geschichte
Der Kornhauskeller wurde im Jahr 1898 als Gaststätte im Untergeschoss des Berner Kornhauses eröffnet. Die Nutzung des ehemaligen Lagerraums für Wein und Getreide wurde durch eine umfassende Umgestaltung ermöglicht, bei der der Raum mit monumentalen Gewölben und Wandmalereien ausgestattet wurde. Die Pläne stammen vom Berner Werkmeister Hans Jakob Dünz und seinem Bruder Abraham Dünz. Verantwortlich für die künstlerische Ausgestaltung war der Berner Maler Rudolf Münger, der mit allegorischen Fresken Szenen aus der Berner Stadtgeschichte sowie Personifikationen von Tugenden und Laster schuf.

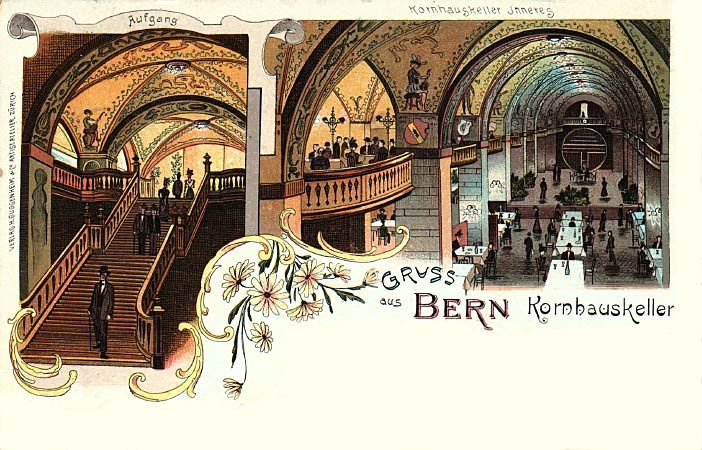
Eine Grusskarte aus dem Kornhauskeller von 1900

Die prunkvolle Gestaltung mit Jugendstil-Elementen und nationalromantischen Motiven machte den Kornhauskeller bald zu einem beliebten Treffpunkt des Berner Bürgertums. Während des 20. Jahrhunderts diente er sowohl als Restaurant wie auch als Ort für festliche Anlässe, Empfänge und kulturelle Veranstaltungen. In den 1980er-Jahren wurde der Keller umfassend saniert, wobei der historische Charakter weitgehend erhalten blieb.

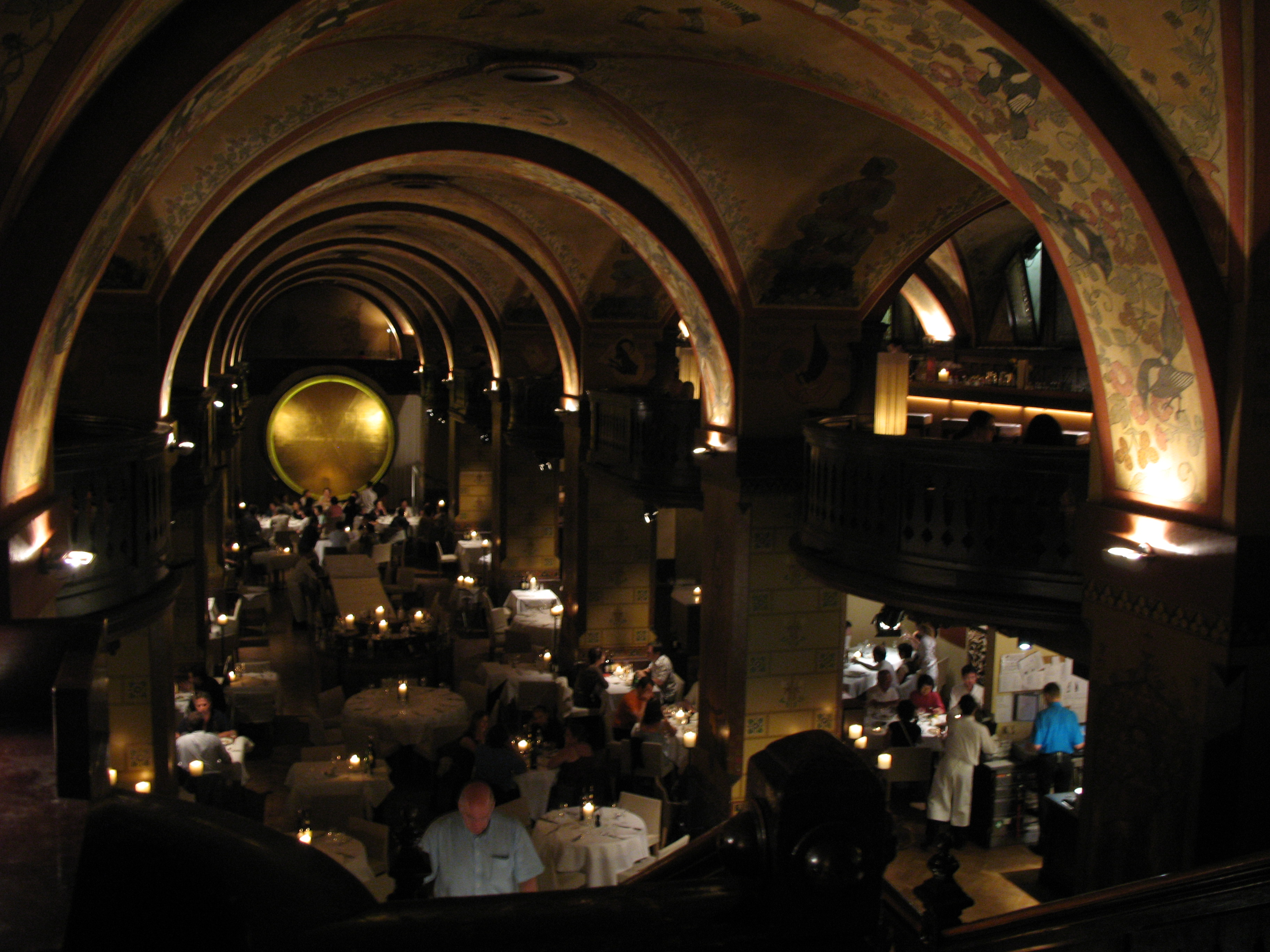
Der Kornhauskeller von der Galerie Bar im Jahr 2007

Heute steht der Kornhauskeller als Teil des Kornhauses unter Denkmalschutz und gilt als eines der bedeutendsten Beispiele historistischer Innenarchitektur in der Schweiz. Trotz mehrfacher Betreiberwechsel blieb die ursprüngliche Funktion als Gastronomiebetrieb bis heute erhalten.

## Architektur und Ausstattung
Der Hauptsaal des Kornhauskellers erstreckt sich über die gesamte Länge des historischen Kellergewölbes und wird von massiven Sandsteinpfeilern getragen. Der Sandstein stammt aus der anliegenden Gemeinde Ostermundigen. Die Decke ist mit flachen Tonnengewölben versehen, die die monumentale Wirkung des Raumes unterstreichen. Besonders markant sind die Wandmalereien von Rudolf Münger, die zwischen 1898 und 1901 entstanden und Themen wie Handwerk, Handel und das Alltagsleben der Stadt Bern darstellen. Auch das Mobiliar ist in Teilen noch original erhalten oder historisierend nachgebildet.

## Nutzung und Bedeutung
Neben dem Restaurantbetrieb wurde der Kornhauskeller regelmässig für kulturelle Anlässe, Empfänge und gesellschaftliche Veranstaltungen genutzt. In den 2000er- und 2010er-Jahren war er auch Austragungsort für Jazzabende, Tanzveranstaltungen und thematische Dinners. Der Keller ist Teil des Kornhausforums, das heute verschiedene kulturelle Einrichtungen im Gebäudekomplex beheimatet. Durch seine zentrale Lage und sein historisches Ambiente bleibt der Kornhauskeller ein prominenter Anziehungspunkt für Einheimische und Touristen.